# Chloris ruahensis
Chloris ruahensis är en gräsart som beskrevs av Stephen Andrew Renvoize. Chloris ruahensis ingår i släktet kvastgrässläktet, och familjen gräs. Inga underarter finns listade i Catalogue of Life.